# Provincia Buenos Aires

Localizarea provinciei în Argentina

Provincia Buenos Aires este una dintre provinciile Argentinei, localizată în partea estică, și are ieșire la Oceanul Atlantic. Capitala provinciei este La Plata.